# Dušan Bocevski
Dušan Bocevski (in macedone Душан Боцевски?; Skopje, 5 novembre 1973) è un ex cestista macedone.

## Carriera
Con la Macedonia ha disputato i Campionati europei del 1999.

## Palmarès
- Campionato macedone: 5

Rabotnički Skopje: 1992-93, 1993-94, 1994-95, 1995-96, 1996-97
- Campionato polacco: 1

Włocławek: 2002-03
- Campionato sloveno: 1

Union Olimpija: 2004-05
- Coppa di Macedonia: 1

Rabotnički Skopje: 1994
- Coppa di Slovenia: 1

Union Olimpija: 2005
- Supercoppa slovena: 1

Union Olimpija: 2004